# ISIS - Le reclute del male
ISIS - Le reclute del male (The State) è una miniserie televisiva britannica, scritta e diretta da Peter Kosminsky, che drammatizza le esperienze di quattro giovani musulmani britannici che volano in Siria per unirsi allo Stato islamico.
La miniserie è stata trasmessa sul canale britannico Channel 4 dal 20 al 23 agosto 2017.
La serie è stata trasmessa da National Geographic; in Australia dal 23 agosto 2017, e negli Stati Uniti tra il 18 e il 19 settembre 2017. In Francia, la serie è stata trasmessa da Canal+ a partire dal 4 settembre, mentre in Italia è stata trasmessa dal 30 maggio 2018 su Focus.
La serie è stata distribuita in DVD negli Stati Uniti il 28 novembre 2017.

## Trama
Uno sguardo alle vite di quattro cittadini britannici che si uniscono all'ISIS in Siria.

## Puntate
| n° | Titolo    | Diretto da      | Scritto da      | Prima TV UK    | Prima TV Italia |
| -- | --------- | --------------- | --------------- | -------------- | --------------- |
| 1  | Episode 1 | Peter Kosminsky | Peter Kosminsky | 20 agosto 2017 | 30 maggio 2018  |
| 2  | Episode 2 | Peter Kosminsky | Peter Kosminsky | 21 agosto 2017 | 06 giugno 2018  |
| 3  | Episode 3 | Peter Kosminsky | Peter Kosminsky | 22 agosto 2017 | 13 giugno 2018  |
| 4  | Episode 4 | Peter Kosminsky | Peter Kosminsky | 23 agosto 2017 | 20 giugno 2018  |

## Personaggi e interpreti

### Principali
- Shakira Boothe[10], interpretata da Ony Uhiara
- Jalal Hossein[11], interpretato da Sam Otto
- Ushna Kaleel[12], interpretata da Shavani Cameron
- Ziyad Kader[13], interpretato da Ryan McKen

### Ricorrenti
- Umm Salamah, interpretata da Hiam Abbass
- Umm Walid, interpretata da Jessica Gunning
- Isaac Boothe, interpretato da Nana Agyeman-Bediako
- Abu Omar, interpretato da Ali Suliman
- Dr. Rabia, interpretato da Haaz Sleiman
- Sayed, interpretato da Amir El-Masry
- Munir Hossein, interpretato da Nitin Ganatra
- Abu Issa, interpretato da Yasen Atour
- Abu Sahl, interpretato da Samer Bisharat
- Abu Akram, interpretato da Karim Kassem
- Abu Lut Al-Almani, interpretato da Sebastian Griegel
- Abu Ibrahim Al-Brittani, interpretato da Jack Greenlees
- Abu Ayoub Al-Brittani, interpretato da Charles Mnene
- Abu Jihad Al-Brittani, interpretato da Fayez Bakhsh
- Maqqir Amir, interpretato da Zafer El-Abedin